# Aspilota andyaustini
Aspilota andyaustini är en stekelart som beskrevs av Robert A.Wharton 2002. Aspilota andyaustini ingår i släktet Aspilota och familjen bracksteklar. Inga underarter finns listade.